# Matka boska morderców
Matka boska morderców (hiszp. La virgen de los sicarios) – hiszpańsko-francusko-kolumbijski dramat kryminalny z 2000 roku w reżyserii Barbeta Schroedera, zrealizowany na podstawie książki pod tym samym tytułem autorstwa Fernando Vallejo.
Film startował w konkursie głównym na 57. MFF w Wenecji. Był oficjalnym kolumbijskim kandydatem do Oscara dla najlepszego filmu nieanglojęzycznego, ale ostatecznie nie zdobył nominacji. W Polsce prezentowano go podczas Festiwalu Filmów Latynoamerykańskich 28 czerwca 2002 roku.

## Opis fabuły
Medellín w Kolumbii to światowa stolica przestępczości, handlu narkotykami oraz prostytucji. W tymże mieście sześćdziesięcioletni, zmęczony życiem pisarz poznaje młodego chłopaka − członka jednego z wielu gangów tego miasta. Zakochuje się w nim i zamieszkuje z nim.

## Obsada
- Germán Jaramillo − Fernando
- Anderson Ballesteros − Alexis
- Juan David Restrepo − Wilmar
- Manuel Busquets − Alfonso
- Cenobia Cano − matka Alexisa
- Jairo Alzate − taksówkarz

## Nagrody i wyróżnienia
- 2000, Havana Film Festival:
  - nagroda Coral w kategorii najlepsza praca nielatynoamerykańskiego reżysera na temat latynoamerykański (nagrodzony: Barbet Schroeder)
- 2000, Venice Film Festival:
  - nagroda The President of the Italian Senate's Gold Medal (Barbet Schroeder)
  - nominacja do nagrody Złotego Lwa (Barbet Schroeder)
- 2001, Verzaubert − International Gay & Lesbian Film Festival:
  - nagroda Rosebud w kategorii najlepszy film (Barbet Schroeder)
- 2002, Political Film Society, USA:
  - nominacja do nagrody PFS w kategorii exposé
- 2002, Satellite Awards:
  - nominacja do nagrody Golden Satellite w kategorii najlepszy zagraniczny film fabularny